# Доваторовка
Доваторовка (до 1947 года — Цвион (нем. Zwion)) — посёлок в Черняховском муниципальном округе Калининградской области. 

## Население
| 2002 | 2010 |
| ---- | ---- |
| 530  | ↗535 |

## История
Во второй половине 1870-х годов в имении Цвион Георгом фон Симпсоном был основан конезавод, ставший впоследствии одним из крупнейших в Восточной Пруссии.
22 января 1945 года поселок Цвион был взят воинами 84-й (командир дивизии генерал-майор И. К. Щербина) и 18-й (командир дивизии генерал-майор Г. И. Карижский) гвардейских стрелковых дивизий.
В 1947 году Указом Президиума Верховного Совета РСФСР Цвион был переименован в Доваторовку в составе Гремячского сельсовета Черняховского района. В 1954 году посёлок вошёл в состав вновь образованного Маёвского сельсовета. В 1959 году в Доваторовке открылась школа.
В период до 1975 года к посёлку был присоединён упразднённый населённый пункт Мельничное, известный с 1354 года как Лайпенингкен (нем. Leipeningken) (в 1928—1950 годах — Георгенталь (нем. Georgental)).
В 1997 году Доваторовка вошла в состав Каменского сельского округа, с 2008 по 2015 год в составе Каменского сельского поселения, а с 2022 года — в составе Черняховского муниципального округа.